# 폴리리듬

폴리리듬(Polyrhythm)은 성부에 의해 비트의 위치가 다른 것, 또는 그런 리듬이다.
이러한 리듬의 충돌은 음악 전체에 걸쳐 나타날 수도 있고 특정 부분에서만 나타날 수도 있다. 폴리리듬은 단순한 분박 혹은 잇단음(Tuplet)과는 다르며 두 개 이상의 다른 잇단음 리듬이 동시에 연주되는 것이다. 주로 피아노나 드럼과 같이 한 번에 두 가지 이상의 소리를 내는 악기에서 이용된다.

## 특징
- 두 수의 공배수은 그 두수의 폴리리듬을 잇단으로 바꿀수 있다.

예
3:4 , 5:6
12/8박자 , 30/16박자등
- 소수의 폴리리듬은 처음 말고 겹치지 않는다.[1]

## 종류
폴리리듬
3:2
4:3
5:6
박자가 같은 폴리리듬
2:2
4:4
두 리듬의 공약수가 있는 리듬
3:6
2:4
이런 종류가 있다.

## 사용 예시
쇼팽 즉흥환상곡 Fantaisie-Impromptu
쇼팽 소나타 3번 4악장